# Басараб I
Басара́б I (рум. Basarab I), также Басараб Основатель (рум. Basarab Întemeietorul) или Басараб Великий (рум. Basarab cel Mare) — воевода (князь) Мунтении с 1310/1319, Олтении и всей Валахии с 1330 по 1352 год. Сын Токомерия. В документах 1324 г. Басараб назван как «Bazarab, woyuodam nostrum Transalpinum» (Басараб воевода наш Трансальпинский). Около 1324 года Басараб признал себя вассалом венгерского короля Карла Роберта, затем начал войну с Венгрией и 12 ноября 1330 года победил венгерскую армию в битве при Посаде. Это событие ознаменовало конец венгерского владычества и появление первого независимого государства на территории современной Румынии. Басараб стал основателем династии Басарабов, династии в Валахии. В XV веке от этого имени произошло старое валахо-болгарское название Валахии — Бессарабия («страна Бессараба»). Гораздо позднее, лишь в конце XVII — XIX веках, название Бессарабия постепенно перешло к исторической области Буджак, ранее входившей в состав Молдавского княжества, а затем — к Бессарабской губернии.

## Происхождение
Басараб был сыном Токомерия (Тука-Тимур), Тука-Тимур – тринадцатый сын Джучи и Кагри-хатун, наложницы из племени меркит. Потомки Тука-Тимура, ханы из династии Тука-Тимуридов, наряду с Шибанидами сыграли ключевую роль в «Великой замятне» и последовавшем за ней распаде Золотой Орды.
До недавнего времени в румынской историографии было две версии о происхождении Тохтамира. Некоторые историки идентифицируют его с болгарским боярином по имени Тихомир. Но другие исследователи (рум. Aurel Decei) склонны идентифицировать его с Тохтамиром (Ток-Темир), из рода Чингиз-хана, известного по походам на Русь. В английской историографии распространено мнение о происхождении Бессараба из рода основателя династии ордынских правителей — Чингисхана, это позволяет утвердить родство с ним всех европейских знатных домов.
Известный британский криптоисторик и специалист по генеалогии и культурологии Лоренс Гарднер в своей книге прямо указывает на то, что Бессараб – правнук Чингиз-хана, отожествляя Тохтамира с Тохтамиром, сыном Кукджу, сына Беркечара, сына Джучи, сына Чингиз-хана.
Некоторые историки высказывают догадку, что Токомерий наследовал Бербату, который упоминается в грамоте венгерского короля Ласло IV как преемник Литовоя, воеводы в Арджеше и Олтении.
Так как имя Басараба тюркского происхождения, предполагается, что он происходил из половцев. Первая часть его имени — «бас» — происходит от глагола «править, подавлять, голова, главный», вторая — «аба» — уважительное «отец, старший брат». Тем не менее во всех документах Басараб упоминается как валах.

## Валахия под властью Венгрии
В середине XIII века на территории Валахии начали формироваться воеводства, зависимые от Венгерского королевства. Впоследствии они начали борьбу за независимость от Венгрии. Так, Литовой в 1277 году погиб в сражении против венгров.
В конце правления династии Арпадов Венгрия переживала тяжёлый политический кризис. Одновременно в конце XIII века в Северном Причерноморье установилась власть Золотой Орды. Это лишь усилило желание валашских воеводств объединиться в независимое государство.
Басараб был вассалом короля Карла Роберта, что подтверждается грамотой последнего, изданной 26 июля 1324 года. Вероятно, он получил статус вассала в 1321 году, когда венгерский король провёл воинскую операцию в Банате. Однако уже в грамоте от 18 июня 1325 года Карл Роберт называет Басараба «неверным королевской короне». В грамоте также говорится, что некий Стефан, половецкого происхождения, в споре утверждал, что войска Басараба превосходят по численности войска самого Карла Роберта. Причины такого обращения неизвестны. В 1327 году папа Иоанн XXII обратился к Басарабу как к «католическому князю» и высоко оценил его «войну против неверных». Предположительно, Басараб состоял в союзнических отношениях с каким-то из католических государств. Дальнейшие детали неизвестны.

## Битва при Посаде
Басараб выдал свою дочь замуж за Иоанна-Александра, будущего царя Болгарии и племянника царя Михаила III Шишмана. Болгария в этот момент находилась во враждебных отношениях с Венгрией. В документе, изданном 27 марта 1329 года, Басараб упоминается как один из врагов венгерского короля, наряду с болгарами, сербами и татарами. В 1330 году Басараб принял участие в военном походе Михаила III на сербов, закончившимся победой сербов 28 июля в битве при Велбужде.
В том же году Басараб захватил Олтению. Король Венгрии повелел ему оставить эту область, но получил отказ. Карл Роберт, пообещав вывести Басараба из Олтении за бороду, предпринял поход против воеводы и захватил контролируемый Басарабом Северинский Банат. Басараб пошёл на мирные переговоры, предложив венграм признать суверенитет короля и уплатить семь тысяч марок серебром (1,5 тонны серебра). Карл-Роберт заинтересовался предложением, однако продолжал продвигаться в Валахию, дойдя до Куртя-де-Арджеш. Здесь венгерское войско начало испытывать трудности с запасами провизии, и король вынужден был начать отступать в Трансильванию, не дав сражения.
Около Посады венгерское войско встретилось с ожидавшей его большой валашской армией и попало в ловушку, двигаясь по узкой долине. 12 ноября, после трёх дней сражения, венгры потерпели полное поражение, а королю удалось спастись с риском для жизни.

## Независимая Валахия
Победа в битве при Посаде фактически сделала Валахию независимой и изменила её положение на международной арене. На следующий год, в феврале 1331 года, зять Басараба Иоанн-Александр, был коронован в Тырново как болгарский царь. В 1331-1332 годах валашские войска поддержали его в войне против Византии. Примерно в то же время Басараб отвоевал у Венгрии Северинский банат.
Наследовавший Карлу Роберту Людовик I Великий между 1343 и 1345 годами провёл несколько военных операций против Валахии и сумел отобрать у Басараба Северинский банат. Сын Басараба, воевода Николае Александру, снова признал вассальную зависимость от венгерского короля.

## Семья
- Жена — Анна[6]
- Дети:
Теодора, жена болгарского царя Иоанна-Александра (умерла 17 февраля 1371 года)
Николае Александру (умер в ноябре 1364 года)